# Benjamin King (cyclisme, 1989)
Pour les articles homonymes, voir King et Benjamin King.
Benjamin « Ben » King, né le 22 mars 1989 à Richmond (Virginie), est un coureur cycliste américain.

## Biographie
En 2008, Benjamin King est membre de l'équipe Kelly Benefit Strategies-Medifast. L'année suivante, il rejoint l'équipe Trek Livestrong. Il est troisième du championnat des États-Unis sur route espoirs en 2009. En 2010, il est champion panaméricain espoirs de la course en ligne et du contre-la-montre, remporte les deux championnats des États-Unis en ligne (espoirs et élite). Avec l'équipe des États-Unis des moins de 23 ans, il se classe 3e de la Coupe des nations Ville Saguenay et 5e de Paris-Roubaix espoirs. Aux championnats du monde sur route espoirs en Australie, il est 16e du contre-la-montre et abandonne lors de la course en ligne.
Il fait partie à partir de la saison 2011 dans l'équipe RadioShack puis de l'équipe RadioShack-Nissan. En 2014 il roule pour Garmin-Sharp. En mars 2015, il remporte la première victoire de son équipe, devenue Cannondale-Garmin, de la saison en s'adjugeant la première étape du Critérium international. King est sélectionné pour la course en ligne des championnats du monde de Richmond. Quelques semaines plus tard il prolonge le contrat que le lie à la formation Cannondale-Garmin.
Au mois de septembre 2016, il fait le choix de changer d'équipe et s'engage avec la formation sud-africaine Dimension Data.
Il annonce en juin 2022 arrêter sa carrière en fin d'année.

## Palmarès et classements mondiaux

### Palmarès
- 2006
  - 2e du Tour d'Irlande juniors
- 2007
  - 2e étape du Tour de l'Abitibi (contre-la-montre par équipes)
- 2009
  - 3e du championnat des États-Unis sur route espoirs
- 2010
  -  Champion panaméricain sur route espoirs
  -  Champion panaméricain du contre-la-montre espoirs
  -  Champion des États-Unis sur route
  -  Champion des États-Unis sur route espoirs
  - 3e de la Coupe des nations Ville Saguenay
  - 5e de Paris-Roubaix espoirs
  - 9e du championnat panaméricain du contre-la-montre
  - 10e du championnat panaméricain sur route
- 2015
  - 1re étape du Critérium international
  - 2e du championnat des États-Unis du contre-la-montre
- 2016
  - 2e étape du Tour de Californie
- 2018
  - 4e et 9e étapes du Tour d'Espagne
- 2021
  - 6e étape du Tour du Portugal

### Résultats sur les grands tours

#### Tour de France
2 participations
- 2014 : 53e
- 2019 : 62e

#### Tour d'Italie
1 participation
- 2018 : 44e

#### Tour d'Espagne
5 participations
- 2015 : 75e
- 2016 : 46e
- 2017 : non-partant (3e étape)
- 2018 : 24e, vainqueur des 4e et 9e étapes
- 2019 : 38e

### Classements mondiaux
| Année            | 2007 | 2008 | 2009 | 2010 | 2011 | 2012 | 2013 | 2014 | 2015 |
| ---------------- | ---- | ---- | ---- | ---- | ---- | ---- | ---- | ---- | ---- |
| UCI World Tour   |      |      |      |      |      | nc   | nc   | 206e | nc   |
| UCI America Tour |      |      |      | 109e | 226e |      |      |      |      |
| UCI Asia Tour    |      | 73e  |      |      |      |      |      |      |      |
| UCI Europe Tour  |      |      |      | 886e |      |      |      |      |      |
| UCI Oceania Tour | 35e  | 18e  |      | 76e  |      |      |      |      |      |